# Organo-Anion-Transporter
Organo-Anion-Transporter (Abk. OATP von englisch Organic Anion Transporting Polypeptide) sind Proteine in der Plasmamembran von Zellen unter anderem der Leber, Nieren und der Blut-Hirn-Schranke, die körperfremde Stoffe vom Blut in die Zelle einschleusen. Diese Membrantransporter sind evolutionsbiologisch eng verwandt und kommen hauptsächlich in Landwirbeltieren und Fischen vor, drei davon sind auch in Insekten zu finden. Ihre Funktion ist die Entfernung von Gallensalzen, Steroidhormonen, Medikamenten und anderen Fremdstoffen aus dem Blut.
Vom Menschen sind elf dieser Transporter bekannt. Die Namen der für sie codierenden Gene beginnen mit SLCO und die Proteinnamen meist mit OATP (UniProt) oder Oat (TCDB). Nach ihrer Lokalisierung im Körper gruppiert handelt es sich um
- Leber: LST-1 (SLCO1B1), LST-2 (SLCO1B3)
- Niere: OATP-H (SLCO4C1)
- Gehirn: OATP-A (SLCO1A2), OATP-F (und in Leydig-Zellen, SLCO1C1)
- Hoden: OATP-I (SLCO6A1)
- überall: PGT (SLCO2A1), OATP-B (SLCO2B1), OATP-D (SLCO3A1), OATP-E (SLCO4A1)
- unbekannt: OATP-J (SLCO5A1)